# 五年生
『五年生』（ごねんせい、The 5th Grade）は、木尾士目による漫画作品。1998年7月号から2001年1月号まで月刊アフタヌーンに連載された。作者の前作『四年生』の続編である。単行本は全5巻、新装版は全3巻。

## あらすじ
島明夫は履修ミスから留年を余儀なくされ、失意の中で大学5年目を過ごす。一方、恋人である相馬芳乃は東京の弁護士事務所に勤めることになる。やがて2人の関係に綻びが生じ…。

## 登場人物
島 明夫（しま あきお）
相馬 芳乃（そうま よしの）
入間 裕介（いるま ゆうすけ）
有賀 直子（ありが なおこ）

## 書誌情報
単行本
- 木尾士目 『五年生』 講談社〈アフタヌーンKC〉、全5巻
  1. 1999年1月22日初版発行（1999年1月20日発売）、ISBN 978-4-06-314196-2
  2. 1999年6月23日初版発行（1999年6月21日発売）、ISBN 978-4-06-314211-2
  3. 2000年1月21日初版発行（2000年1月19日発売）、ISBN 978-4-06-314230-3
  4. 2000年8月23日初版発行（2000年8月21日発売）、ISBN 978-4-06-314248-8
  5. 2001年1月23日初版発行（2001年1月20日発売）、ISBN 978-4-06-314260-0

新装版
- 木尾士目 『新装版　五年生』 講談社〈KCデラックス〉、全3巻
  1. 2018年8月23日発売、ISBN 978-4-06-512429-1
  2. 2018年8月23日発売、ISBN 978-4-06-512430-7
  3. 2018年9月21日発売、ISBN 978-4-06-512754-4